# HD 187123 b
HD 187123 b es un típico "Júpiter caliente" situado a unos 156 años luz de distancia en la constelación de Cygnus, orbitando la estrella HD 187123. Tiene una masa aproximadamente la mitad de la de Júpiter y que orbita en una órbita redonda muy ajustado, alrededor de la estrella cada tres días. Sin embargo, hay una posibilidad muy leve que la señal, se cree que es causada por el planeta, puede ser de manchas solares y las pulsaciones estelares en su lugar.
La estrella ha sido también un seguimiento de posibles tránsitos por el planeta, pero ninguno fue encontrado.